# ONECUT1
ONECUT1 (англ. One cut homeobox 1) – білок, який кодується однойменним геном, розташованим у людей на короткому плечі 15-ї хромосоми. Довжина поліпептидного ланцюга білка становить 465 амінокислот, а молекулярна маса — 51 023.
| 10         |  | 20         |  | 30         |  | 40         |  | 50         |
| ---------- |  | ---------- |  | ---------- |  | ---------- |  | ---------- |
| MNAQLTMEAI |  | GELHGVSHEP |  | VPAPADLLGG |  | SPHARSSVAH |  | RGSHLPPAHP |
| RSMGMASLLD |  | GGSGGGDYHH |  | HHRAPEHSLA |  | GPLHPTMTMA |  | CETPPGMSMP |
| TTYTTLTPLQ |  | PLPPISTVSD |  | KFPHHHHHHH |  | HHHHPHHHQR |  | LAGNVSGSFT |
| LMRDERGLAS |  | MNNLYTPYHK |  | DVAGMGQSLS |  | PLSSSGLGSI |  | HNSQQGLPHY |
| AHPGAAMPTD |  | KMLTPNGFEA |  | HHPAMLGRHG |  | EQHLTPTSAG |  | MVPINGLPPH |
| HPHAHLNAQG |  | HGQLLGTARE |  | PNPSVTGAQV |  | SNGSNSGQME |  | EINTKEVAQR |
| ITTELKRYSI |  | PQAIFAQRVL |  | CRSQGTLSDL |  | LRNPKPWSKL |  | KSGRETFRRM |
| WKWLQEPEFQ |  | RMSALRLAAC |  | KRKEQEHGKD |  | RGNTPKKPRL |  | VFTDVQRRTL |
| HAIFKENKRP |  | SKELQITISQ |  | QLGLELSTVS |  | NFFMNARRRS |  | LDKWQDEGSS |
| NSGNSSSSSS |  | TCTKA      |  |            |  |            |  |            |

A: Аланін

C: Цистеїн

D: Аспарагінова кислота

E: Глутамінова кислота

F: Фенілаланін

G: Гліцин

H: Гістидин

I: Ізолейцин

K: Лізин

L: Лейцин

M: Метіонін

N: Аспарагін

P: Пролін

Q: Глутамін

R: Аргінін

S: Серин

T: Треонін

V: Валін

W: Триптофан

Кодований геном білок за функцією належить до активаторів. 
Задіяний у таких біологічних процесах, як транскрипція, регуляція транскрипції. 
Білок має сайт для зв'язування з ДНК. 
Локалізований у ядрі.